# Marc Fachan
Marc Fachan (Tarbes, Francia, 25 de enero de 1989) es un futbolista francés. Juega de defensa y su actual equipo es el Étoile Fréjus Saint-Raphaël del Championnat National 2 de Francia.

## Trayectoria
El lateral francés, que juega por la derecha y nació en 1989, se formó en la cantera del Auxerre y llegó a Tarragona en 2009 proveniente del Dinamo de Kiev. Joven y con mucha proyección, Fachan era un internacional habitual de la selección francesa Sub-20. El defensa galo convenció al técnico César Ferrando y su cuerpo técnico.
Tras no contar en un principio para Luis César Sampedro en 2010 se quedó en el club catalán.
El 10 de agosto de 2011 se hizo público su fichaje por el Deportivo Alavés, de la Segunda División B española por una temporada. En la temporada 2012-2013 fichó por el equipo de la segunda b francesa USJA Carquefou.
En septiembre de 2018 el defensor francés fichó por el Étoile Fréjus Saint-Raphaël del Championnat National 2 de Francia.

## Clubes
| Club                                  | País    | Año              |
| ------------------------------------- | ------- | ---------------- |
| Association de la Jeunesse Auxerroise | Francia | 2007-2008        |
| FC Dinamo de Kiev                     | Ucrania | 2009             |
| Gimnàstic de Tarragona                | España  | 2009-2011        |
| Deportivo Alavés                      | España  | 2011-2012        |
| USJA Carquefou                        | Francia | 2012-2014        |
| Racing Club de Estrasburgo            | Francia | 2014-2015        |
| USL Dunkerque                         | Francia | 2015-2018        |
| Fréjus Saint-Raphaël                  | Francia | 2018- 2020       |
| Bergerac Périgord FC                  | Francia | 2020-2021        |
| Genêts Anglet                         | Francia | 2021- actualidad |